# Töngesgasse
Die Töngesgasse ist eine Einkaufsstraße in der Altstadt von Frankfurt am Main. Sie verläuft südlich parallel zur Zeil vom Liebfrauenberg zur Fahrgasse. Im Gegensatz zur Zeil besteht der Einzelhandel in der Töngesgasse nicht aus Filialen überregionaler Ketten, sondern aus höher spezialisierten inhabergeführten Fachgeschäften.

## Geschichte

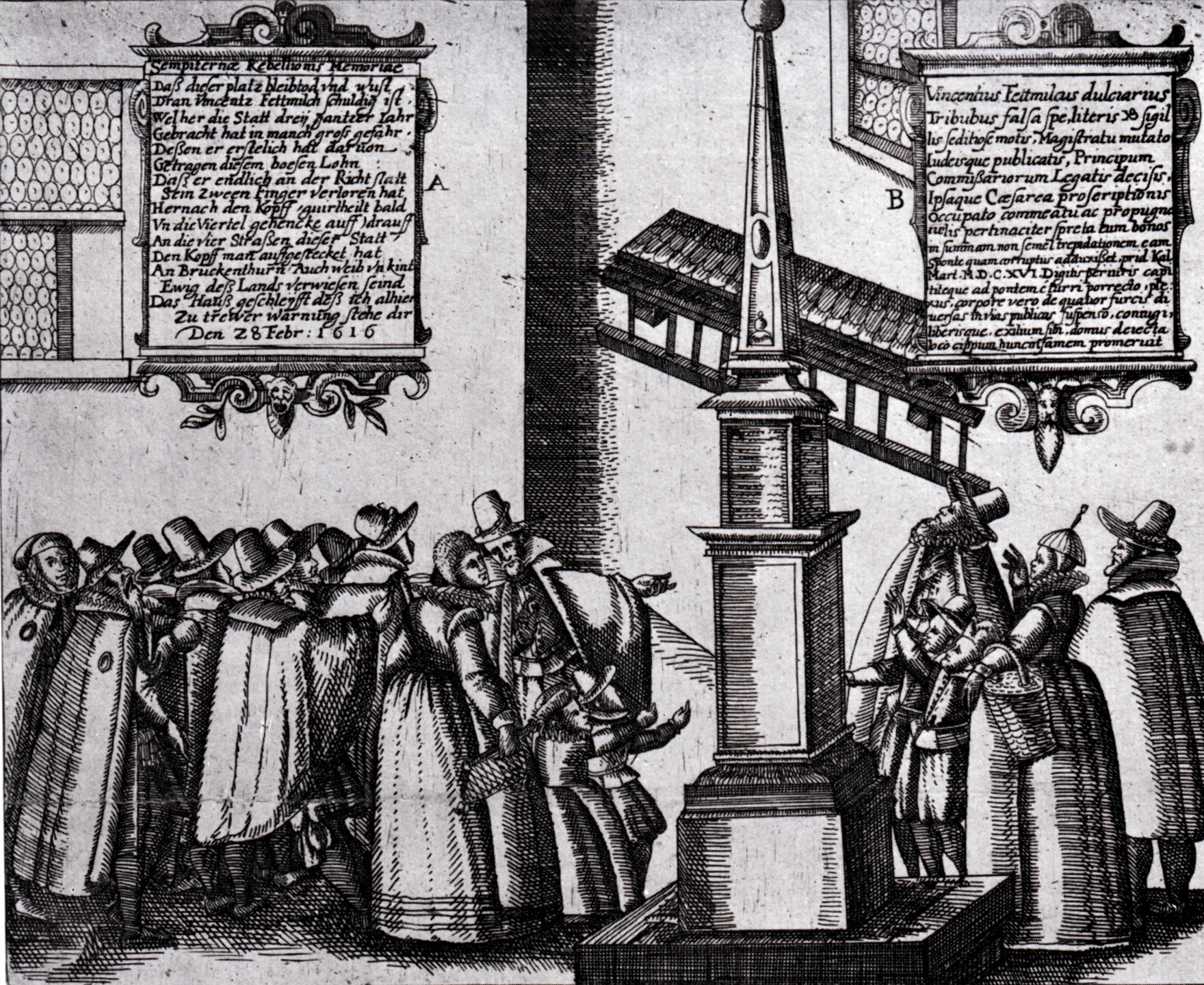
Schandsäule in der Töngesgasse am Fettmilchplätzchen

Die Straße entstand nach der staufischen Stadterweiterung des 12. Jahrhunderts. Die Altstadt besaß im Wesentlichen ein Straßennetz aus einander rechtwinklig kreuzenden Hauptstraßen, zu denen auch die heutige Töngesgasse gehörte:
- Auf den Main zu, also in Nord-Süd-Richtung, verliefen die Fahrgasse, die Neue Kräme und der Kornmarkt.
- Parallel zum Main, also in Ost-West-Richtung, verliefen die Saalgasse, die Bendergasse und der Markt innerhalb des frühmittelalterlichen Stadtgebiets sowie die Schnurgasse und die Töngesgasse im hochmittelalterlichen Erweiterungsgebiet.

1236 gründeten die Antoniter in der Straße einen Wirtschaftshof, dem später eine Kirche hinzugefügt wurde, das Antoniterkloster. Diesem Kloster verdankt die Straße ihren heutigen Namen (Antonius → tönges). Das seit der Reformation kaum noch genutzte Kloster wurde 1803 abgerissen. An seiner Stelle errichtete Stadtbaumeister Johann Georg Christian Hess 1810 eine Reihe von mehrstöckigen klassizistischen Zinshäusern.
Ursprünglich hatte die Straße keine Quergassen in Richtung Norden. Die einzigen Durchgänge durch die unmittelbar nördlich verlaufende Staufenmauer waren die Bornheimer Pforte an der Fahrgasse (am südwestlichen Eck des heutigen Konstablerwache-Platzes) und die über 500 Meter entfernte Katharinenpforte an der Hauptwache. Gegenüber dem Trierischen Hof wurde Ende des 16. Jahrhunderts eine Gasse durch die Bebauung der Töngesgasse und die von ihr verdeckte Staufenmauer gebrochen, um eine weitere Verbindung zur Zeil zu schaffen, die heutige Hasengasse. Später entstand das Schärfengäßchen, das hinter dem Chor der Liebfrauenkirche zum Holzgraben, jedoch von dort nicht weiter zur Zeil führt. Dies sind bis heute die einzigen beiden von der Töngesgasse nach Norden abzweigenden Straßen. Der Straßenzug der Neuen Kräme wurde um 1850 durch einen Durchbruch (die Liebfrauenstraße) westlich der Liebfrauenkirche bis zur Zeil verlängert.
Der Anführer des Fettmilch-Aufstands von 1614, der Lebkuchenbäcker Vinzenz Fettmilch, lebte in der Töngesgasse im Haus Zum Hasen (etwa an der Stelle der heutigen Hausnummer 34). Am Tag seiner Hinrichtung, am 28. Februar 1616, wurde sein Wohnhaus einschließlich der Grundmauern abgerissen. An seiner Stelle entstand das Fettmilchplätzchen, auf dem eine Schandsäule in deutscher und lateinischer Sprache seine Verbrechen festhielt. Das Nachbarhaus an der nordwestlichen Ecke zur Hasengasse, Zu den drei Hasen, war das Geburtshaus der Brüder Senckenberg, des Juristen Heinrich Christian (1704–1768), des Naturforschers und Stifters Johann Christian (1707–1772) und des Juristen Johann Erasmus (1717–1795), der die letzten 25 Jahre seines Lebens als Staatsgefangener in der Hauptwache verbrachte. Westlich des Fettmilchplätzchens lag das 1405 erstmals erwähnte Haus Zum Lindwurm, vom 16. bis zum 19. Jahrhundert als Schönborner Hof im Besitz der Grafen von Schönborn. Der Hof wurde in der zweiten Hälfte des 19. Jahrhunderts abgerissen. Das daneben liegende Haus Rosenberg wird durch eine Fehlzuschreibung des Architekten Claus Mehs oft fälschlich als Schönborner Hof bezeichnet. Das Hinterhaus und der Treppenturm überdauerten den Zweiten Weltkrieg. Bis in die Siebzigerjahre befand sich die Wurstfabrik Emmerich im Rosenberg-Areal.
Am 26. Juni 1719 vernichtete der Große Christenbrand große Teile der nördlichen Altstadt, darunter auch die Töngesgasse. Über 400 Häuser in diesem vorwiegend von kleinen Handwerkern bewohnten Stadtviertel verbrannten, 14 Menschen starben bei dieser Katastrophe. Der Brand hatte große Auswirkungen auf das städtische Baurecht. Seither waren Überhänge von mehr als einem Schuh verboten sowie steinerne Erdgeschosse und traufständige Häuser vorgeschrieben.
Im 18. Jahrhundert hatten die Familien Bolongaro (im Haus Zum Wölffchen) und Brentano in der Töngesgasse ihren Geschäftssitz.
Am 10. August 1814 wurde in der Töngesgasse Heinrich Nestle geboren, der später nach Vevey in der Schweiz auswanderte und dort 1866 den heutigen Weltkonzern Nestlé gründete. Im Haus Zu den zwei Bären (Töngesgasse 40) lebte im 19. Jahrhundert der Maler Moritz Daniel Oppenheim.
Im März 1944 wurde fast die gesamte Frankfurter Altstadt durch die alliierte Luftangriffe auf Frankfurt am Main vernichtet. Auch in der Töngesgasse wurde der größte Teil der Bausubstanz zerstört. Das barocke Hinterhaus sowie der Renaissance-Treppenturm des Hauses Rosenberg (Hausnummer 36) überstanden den Zweiten Weltkrieg. Nach dem Auszug der Wurstfabrik Emmerich wurde durch die Stadtsparkasse das provisorische Nachkriegsvorderhaus abgerissen und auch das historische Hinterhaus wurde ersetzt durch einen Neubau mit einer vorgehängten historisierenden Fassade. So ist lediglich der Treppenturm aus der Renaissance original. Von 1978 bis 2014 befand sich hier das Stoltzemuseum. Das Vorderhaus erstreckte sich nun über die Hausnummern 34 und 36. Mit der erneuten Neubebauung des Vorderhauses erhielt dieses die Nummer 34, die hinteren Gebäude die Nummer 36.

## Städtebauliche Entwicklung
|  | Die Altstadt im 14. Jahrhundert, der Verlauf der Töngesgasse (hier noch hochdeutsch Antoniusgasse) ist gelb hervorgehoben. Man erkennt die parallel zum Main und zueinander verlaufenden Hauptstraßen Töngesgasse, Schnurgasse, Markt (hier: Krämergasse), Bendergasse, Saalgasse (hier: Heiliggeistgasse) und Mainkai. Die Töngesgasse verläuft von der Bornheimer Pforte an der Fahrgasse (hier: Schmiedgasse) zum Liebfrauenberg und wird ab dort durch die Bleidengasse bis zur Katharinenpforte am Kornmarkt fortgesetzt. |
|  | Die Töngesgasse bei Faber 1553. Nordosten ist oben. Oben die Bornheimer Pforte an der Fahrgasse. Die Antoniterkirche auf der nördlichen Straßenseite und der Trierische Hof gegenüber (Bildmitte) sind gut zu erkennen. Das offene Areal in der unteren Bildmitte ist der Trierische Hof. 1380 erwarb der Kurfürst von Trier, Erzbischof Kuno II. von Falkenstein, den Hof und baute ihn als fürstliche Residenz aus. Während der Kaiserkrönungen wohnten hier zahlreiche Könige und Fürsten. Heute steht hier die Kleinmarkthalle. Es existiert noch keine Querstraße nach Norden. |
|  | Die Töngesgasse (Anthonis gaß) bei Merian 1628. Rechts oben die Bornheimer Pforte und die Konstablerwache. Die Bauten des Antoniterklosters (im Plan mit Nr. 13 bezeichnet) sind im Detail zu erkennen. Nördlich der Gasse verläuft die von Häusern eingebaute Staufenmauer, die inzwischen durch die Hasengasse durchbrochen ist. Westlich der Hasengasse ist das Fettmilchplätzchen zu erkennen. Die Liebfrauenkirche besitzt noch keine Verbindung zur Zeil, die Neue Kräme endet von Süden kommend am Liebfrauenberg. |
|  | Die Töngesgasse bei Ravenstein 1861. Am Liebfrauenberg führt inzwischen die Liebfrauenstraße nach Norden zur Zeil. Die Staufenmauer ist nicht explizit eingezeichnet, aber ihr Verlauf ist anhand der nördlichen Grenzen der Grundstücke auf der nördlichen Straßenseite gut zu erkennen. Das 1803 abgerissene Antoniterkloster ist inzwischen durch klassizistische Neubauten ersetzt. Der Trierische Hof beherbergt inzwischen die Druckerei Eichenberg, in der 1773 Goethes Frühwerk Götz von Berlichingen erschien. 1813/14 und 1848/49 wohnte hier der Dichter Ernst Moritz Arndt. 1850 wurde der Trierische Hof abgerissen, an seiner Stelle schufen Trierisches Plätzchen und Trierische Gasse eine neue Verbindung nach Süden zur Schnurgasse. Der neben dem Trierischen Hof am Trierischen Plätzchen gelegene Augsburger Hof war während der Frankfurter Nationalversammlung 1848/49 Versammlungsort der Fraktion des linken Zentrums. Auf dem Kasernengelände (oberer Bildrand rechts der Mitte) zwischen Hasen-, Fahr-, Töngesgasse und Zeil entstand 1871–1879 die (alte) Kleinmarkthalle. Diese Konfiguration hatte bis zur Zerstörung durch Luftangriffe 1944 Bestand. |

## Der Wiederaufbau nach dem Zweiten Weltkrieg

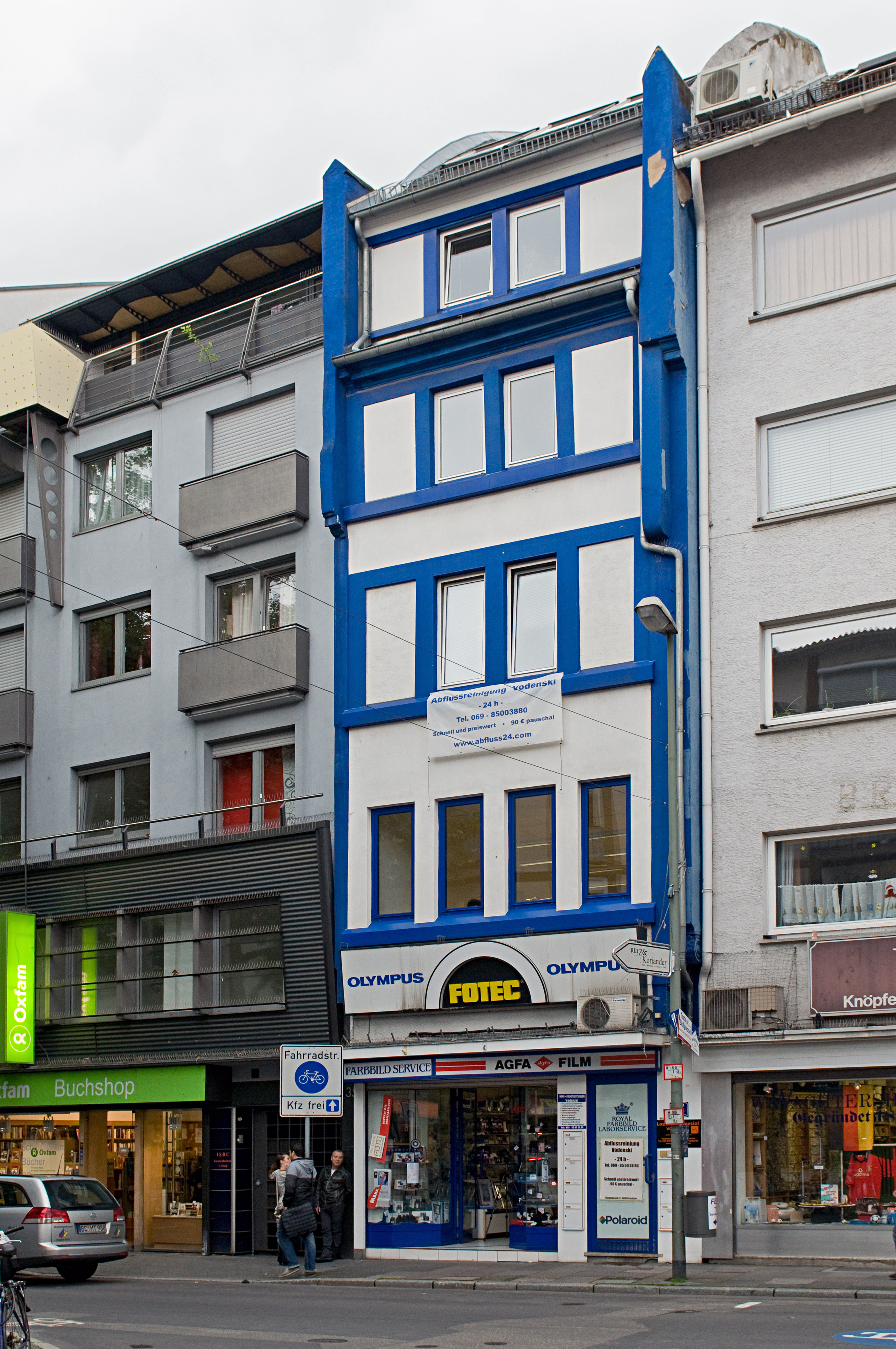
Haus Töngesgasse 37 (Bildmitte)

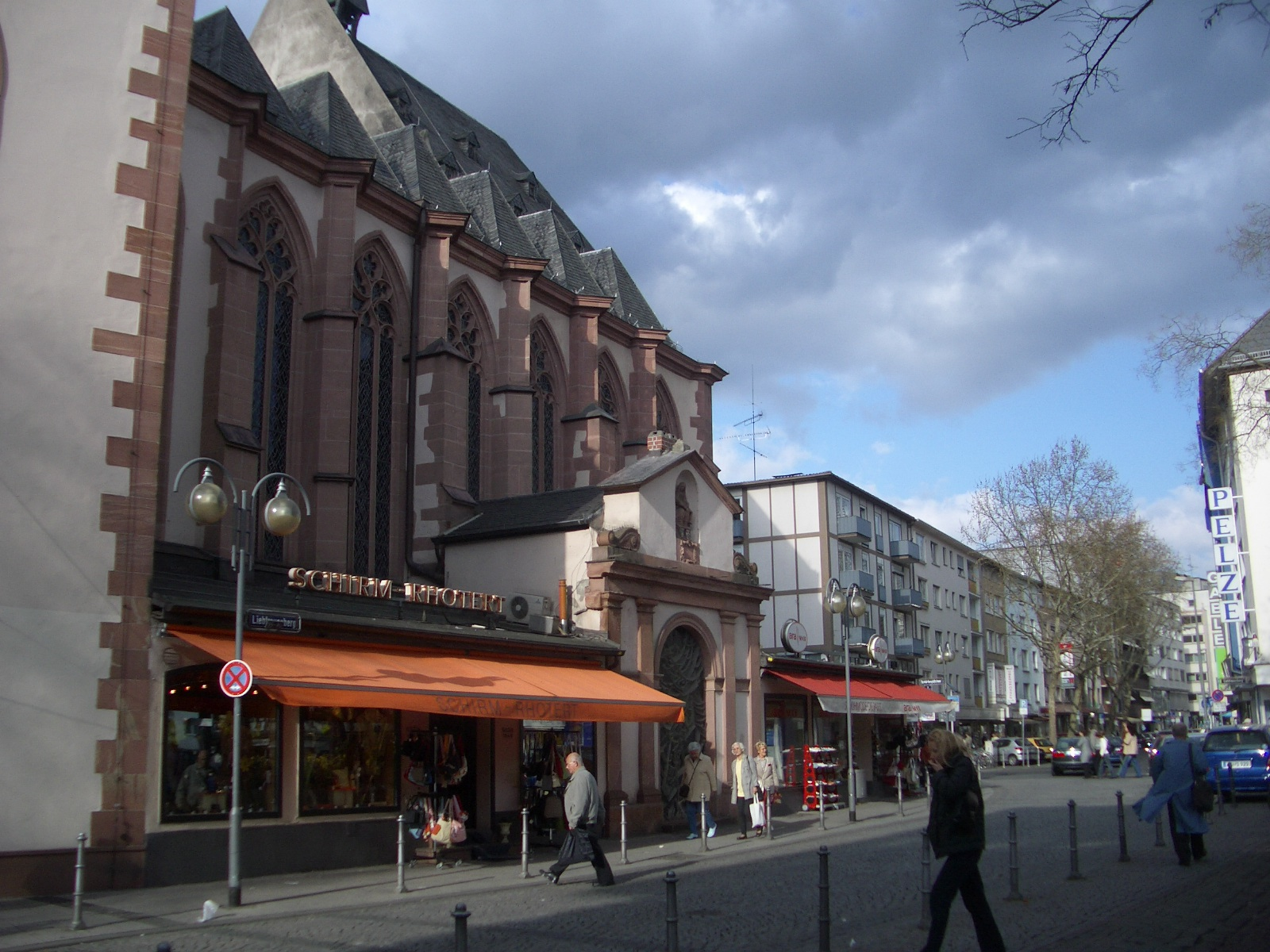
Blick von Liebfrauenberg in die Töngesgasse

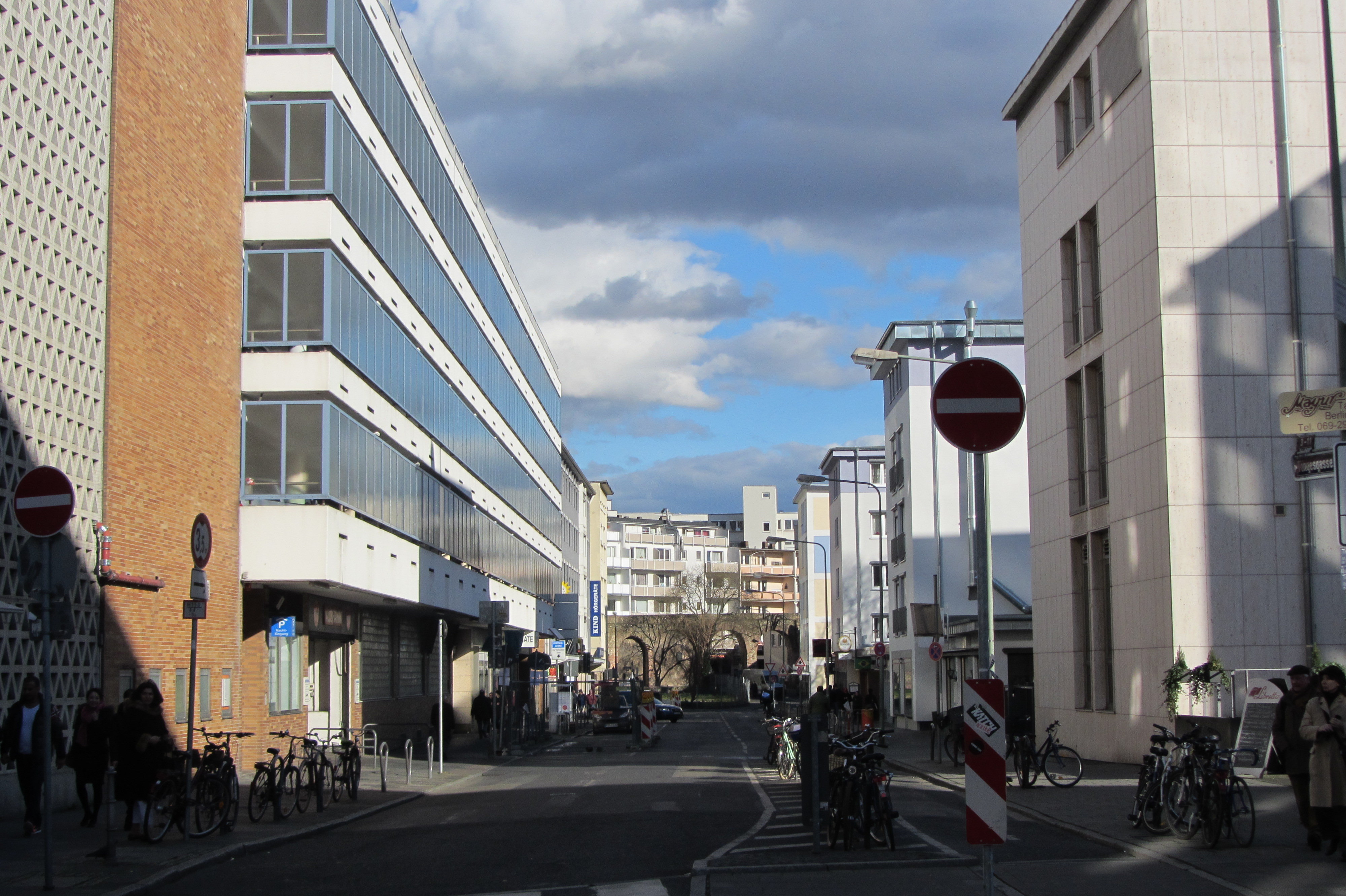
Blick in den östlichen Teil der Töngesgasse mit dem Parkhaus Konstablerwache (links)

Nach der Zerstörung durch Luftangriffe 1944 wurde die Töngesgasse auf gleicher Trasse und unter gleichem Namen wiederaufgebaut. Allerdings änderte sich die städtebauliche Situation und das anliegende Straßennetz völlig.
Ungefähr auf halber Strecke der Töngesgasse wurde die Hasengasse als neue Verkehrsverbindung zwischen den Hauptachsen Zeil und Berliner Straße (letztere entstand im Zuge des Wiederaufbaus anstelle der schmalen Schnurgasse) angelegt. Dabei wurde die Hasengasse entlang der bisherigen Trierischen Gasse bis zur Berliner Straße verlängert, wo sie in die Domstraße übergeht. Damit entstand eine durchgehende Verbindung von der Zeil bis zum Domturm, die es so vorher nie gab.
Während in der westlichen Hälfte der Töngesgasse noch einige originale Parzellen erhalten blieben und „nur“ eine Querstraße (die Graubengasse) verschwand, blieb vom östlichen Straßenabschnitt zwischen Hasengasse und Fahrgasse nichts im alten Zustand erhalten.
Den größten Teil der nördlichen Straßenseite nimmt dort das 1959 eröffnete Parkhaus Konstabler, das zweite Parkhaus der Stadt, ein. Auf der südlichen Seite wurden anstelle der drei früheren, zur Schnurgasse führenden Querstraßen Steingasse, Gelnhäuser Gasse und Lindheimer (Johannis-)Gasse eine U-förmige Straße namens „Im Trierischen Hof“ angelegt. Innerhalb des „U“ stehen zwei Zeilenbauten mit der Schmalseite zur Töngesgasse, umgeben von altstadt-untypischen Grünflächen. Der Straßenraum wurde nach Süden hin nur durch eingeschossige Ladenbauten entlang der Straßenfluchtlinie geschlossen.
Zwischen dem westlichen Arm des „U“, der der Trasse der ehemaligen Steingasse folgt, und der nun, wie bereits der Abschnitt nördlich der Töngesgasse, als Hasengasse bezeichneten Trierischen Gasse, entstand bis 1956 der Neubau der Hauptstelle der Stadtsparkasse Frankfurt, der bis zur Fusion mit der größeren Frankfurter Sparkasse von 1822 zur Frankfurter Sparkasse 1989 Zentrale des Unternehmens blieb. Heute befindet sich hier die Stadtbücherei.
Die Kleinmarkthalle, die bis zur Kriegszerstörung in der Reineckstraße nördlich der östlichen Töngesgasse lag, wurde 1954 südlich der westlichen Töngesgasse, zwischen Liebfrauenberg und Hasengasse, wiedereröffnet.

## Die Töngesgasse heute

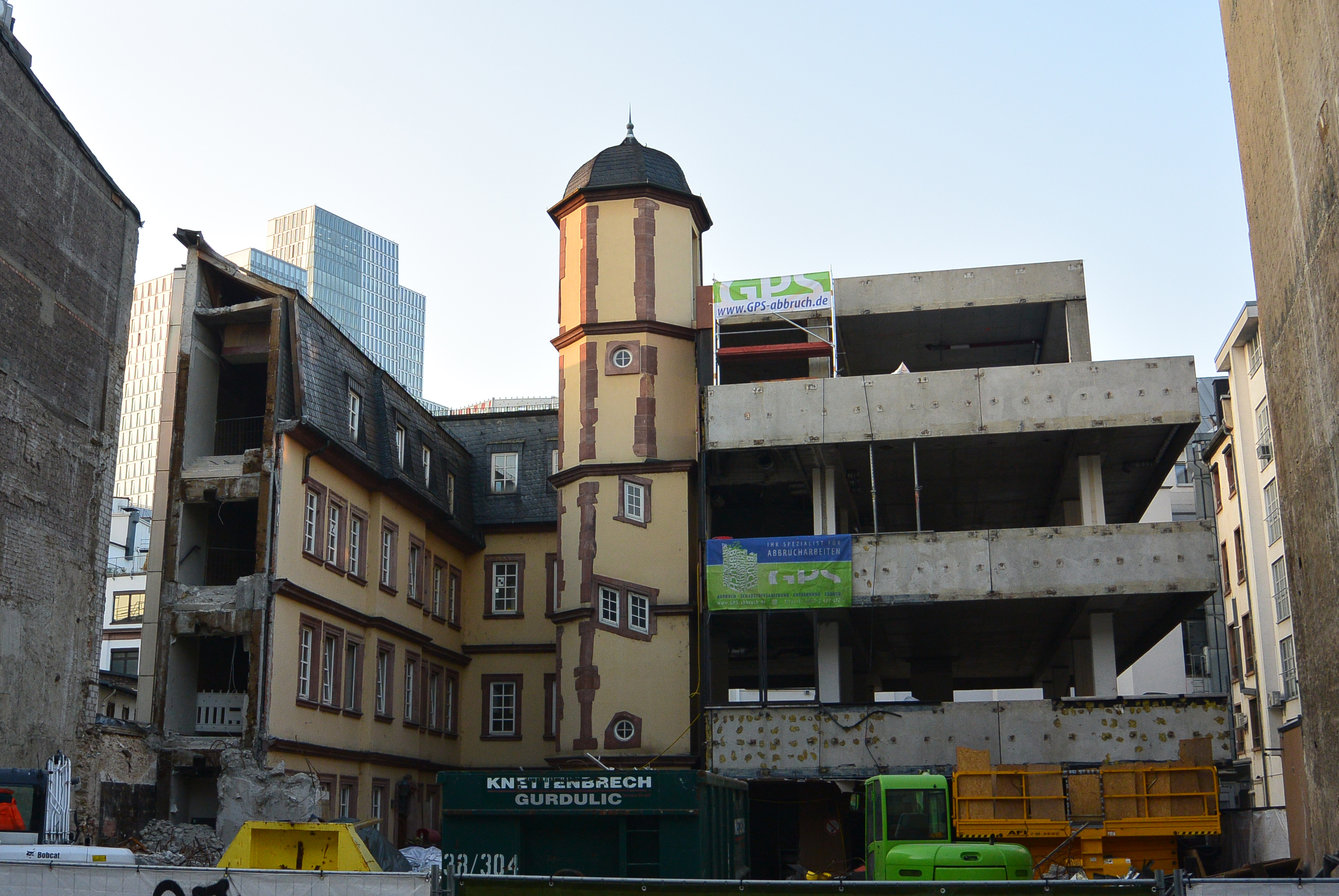
Rest des Hauses Rosenberg, sichtbar nach Abriss des Vorderhauses Töngesgasse 34–36

Die Töngesgasse ist heute eine wichtige Einkaufsstraße in der Frankfurter City, allerdings mit geringeren Fußgängerfrequenzen als die 1a-Lagen wie die Zeil oder die 1b-Lagen wie die Neue Kräme. Sie ist auch nicht als Fußgängerzone ausgewiesen, sondern mit Kraftfahrzeugen befahrbar. Sie ist Standort spezialisierter Einzelhandelsgeschäfte, die teilweise schon über 100 Jahre bestehen, so etwa das Kurzwarengeschäft W. Wächtershäuser seit 1822, das Augenoptikergeschäft Hensler seit 1864, das Samengeschäft Andreas seit 1868, Lederwarengeschäft Gabler seit 1877 oder das Messer- und Waffengeschäft Dotzert seit 1879. Das Café Mozart gehört zu den bekanntesten Kaffeehäusern der Stadt.
Die Einzelhändler der Straße sind in der Interessengemeinschaft der Töngesgasse e. V. zusammengeschlossen. Die Interessengemeinschaft veranstaltet jährlich im August ein Straßenfest, das Antoniterfest.
Im heutigen Töngeshof (Töngesgasse 34–36, ehemals Haus Rosenberg bzw. Haus Emmerich) steht ein oktogonaler Treppenturm der Renaissance (um 1600), in dem sich bis 2014 das Stoltzemuseum befand, das seit 2018 im Markt 7 (Neue Altstadt) zu finden ist.

## Verkehr
Die Töngesgasse verläuft nur rund 100 Meter südlich parallel zur Zeil. Die Erschließung durch öffentliche Verkehrsmittel erfolgt deshalb über die großen Schnellbahnknoten Hauptwache und Konstablerwache auf der Zeil.
Die Zufahrt für den Autoverkehr erfolgt über die Berliner Straße und von dort über die Fahrgasse und die Hasengasse. In der Straße selbst gibt es kostenpflichtige Parkplätze im Straßenraum und im Parkhaus Konstabler.
Die Töngesgasse ist Teil des städtischen Radverkehrsnetzes. Gemeinsam mit der Katharinenpforte, Bleidenstraße und Fahrgasse ist sie als Umfahrung der Fußgängerzone Zeil ausgeschildert. Der östliche Abschnitt ist als Fahrradstraße ausgewiesen. Im westlichen Bereich ist das Radfahren gegen die Einbahnstraße erlaubt.